# Haagse Bos (Overijssel)
Het Haagse Bos is een circa 57 hectare groot bosgebied in de provincie Overijssel nabij Losser.
Het betreft een voormalig productiebos dat door Natuurmonumenten wordt beheerd en omgevormd tot een meer natuurlijk bos.